# Dicoryne flexuosa
Dicoryne flexuosa är en nässeldjursart som beskrevs av Sars 1873. Dicoryne flexuosa ingår i släktet Dicoryne och familjen Bougainvilliidae. Inga underarter finns listade i Catalogue of Life.